# Torben Jensen (skuespiller)
 Der er flere personer med dette navn, se Torben Jensen.
Torben Jensen (født 29. september 1944 i København; død 2. november 2018) var en dansk skuespiller. Han var uddannet fra Odense Teaters Elevskole i 1970. Nogle år senere rejste han til København, hvor han fik en række roller på bl.a. Folketeatret, Aveny Teatret, Det ny Teater og Bristol Teatret.
Fra tv huskes han nok bedst som skurk i Guldregn (1986), i rollen som skibsreder John Sparking i Een gang strømer... (1987) og som Herman, Citybilens usympatiske direktør, i serien TAXA (1997-1999). Torben Jensen vandt en Robert for bedste mandlige hovedrolle for Flamberede hjerter i 1987, hvor han spillede overfor Kirsten Lehfeldt.
I begyndelsen af 1990'erne blev han i nogle år engageret på Det kongelige Teater, men måtte på grund af sygdom og en begyndende sceneskræk trække sig tilbage fra de skrå brædder.

## Film i uddrag
| År   | Titel                 | Rolle                                                                        | Noter       |
| ---- | --------------------- | ---------------------------------------------------------------------------- | ----------- |
| 1975 | Piger i trøjen        | oberstens søn, Victor Valdorff, der bliver taget til officersskolen          |             |
| 1976 | Julefrokosten         | tillidsmanden Thorvald                                                       |             |
| 1977 | Alt på et bræt        | birolle som skorstensfejer, der bliver forvekslet med en hovedrolleindehaver |             |
| 1977 | Piger til søs         | Panama, matros på 'Falster'                                                  |             |
| 1978 | Firmaskovturen        | tillidsmanden Thorvald                                                       |             |
| 1978 | Fængslende feriedage  | narkobetjenten Cortsen, der ligner en narkoman                               |             |
| 1978 | Lille spejl           | filmarbejder                                                                 |             |
| 1980 | Undskyld vi er her    | betjent                                                                      |             |
| 1986 | Barndommens gade      | Esters far                                                                   |             |
| 1986 | Flamberede hjerter    | hovedrolle som overlæge Henrik Løwe                                          | Robert-pris |
| 1987 | Peter von Scholten    | Kunzen                                                                       |             |
| 1988 | Skyggen af Emma       | tjener                                                                       |             |
| 1989 | 17 op - Sallys Bizniz | Sigurd, Sallys far                                                           |             |
| 1989 | Dansen med Regitze    | Glorias voldelige mand                                                       |             |
| 1990 | Farlig leg            | Simon                                                                        |             |
| 1991 | Høfeber               | Hermann, Lises mand                                                          |             |
| 1996 | Tøsepiger             | dyrlæge                                                                      |             |
| 1997 | Davids bog            | Henriks onkel                                                                |             |
| 1997 | Sekten                | bror                                                                         |             |
| 1999 | Mifunes sidste sang   | den prostitueredes kunde, som er hendes søns skoleinspektør                  |             |
| 2008 | Det som ingen ved     | stemme i telefon                                                             |             |

## Serier
- Livsens Ondskab (1972) – Niels-Peter
- En by i Provinsen (1977-1980) – den anden fotohandler
- Anthonsen (1984) – den tyvagtige bankdirektør George Møller
- Klitgården (1985) – Bent
- Guldregn (1986) – skurk, som kaldes "Solskærmen" pga. sin hovedbeklædning
- Kaj Munk (1986) – teaterskuespilleren Herodes
- En gang strømer (1987) – skibsreder John Sparking
- To som elsker hinanden (1988) – Sophus Clausen
- Frihedens skygge (1994) – sikkerhedschefen
- Jeg ville ønske for dig (1995) – pensionatvært Knud Nielsen
- En fri mand (1996) – Søren Lambertsen
- Bryggeren (1996-1997) – tjener i Odeon
- TAXA 29 episoder (1997 - 1999) – Herman, Citybilens usympatiske direktør
- Krøniken (2004) – abortlægen, der (ifølge hendes udsagn) forsøger at voldtage klienten Søs

## Revyer
- Det ny Teater, 1975
- Tivoli Frihedens revyer – Århus, 1974

## Hæder og pris
- 1987: Robert-statuette for bedste mandlige hovedrolle for Flamberede hjerter (1986)

## Bog om Torben Jensen
- Langvad Nilsson, Jonas (2017): Skurk - et portræt af skuespilleren Torben Jensen.